# دولت‌آباد (کرمان)
دولت‌آباد، روستایی است از توابع بخش مرکزی شهرستان کرمان در استان کرمان ایران..

## جمعیت
این روستا در دهستان باغین  قرار داشته و براساس آخرین سرشماری مرکز آمار ایران که در سال ۱۳۸۵ صورت گرفته، جمعیت آن  ۶۵نفر (۱۴خانوار) بوده‌است.